# Jours d'hiver
Pour plus de détails, voir Fiche technique et Distribution.
Jours d'hiver (Fuyu no hi (冬の日) ; en anglais Winter Days) est un long métrage d'animation composé de plusieurs courts métrages, réalisé en 2003 par 35 personnalités du cinéma d'animation mondial et coordonné par Kihachirō Kawamoto. C'est une adaptation du renku du même nom composé collectivement par Matsuo Bashō et plusieurs autres poètes japonais au XVIIe siècle. Les techniques utilisées sont aussi bien de l'animation en volume que du dessin animé.

## Synopsis
Le film consiste en une série de 36 courts métrages d'une durée comprise entre 30 secondes et 2 minutes environ, chacun inspiré par l'une des strophes du poème. Entre les films, la strophe du film à venir s'affiche à l'écran et est lue par un narrateur ou une narratrice. Comme il est d'usage dans ce type de poème, le premier vers de chaque nouvelle strophe reprend le dernier vers de la strophe précédente. Le premier court métrage montre un groupe de poètes japonais réunis dans une maison et accueillant l'invité d'honneur qui, selon l'usage, compose la première strophe du renku ; c'est le seul à montrer les auteurs du poème. Les films suivants plongent dans l'univers d'images et de sensation évoqués par les strophes du poème. Le poème lui-même ne développe pas d'intrigue suivie ; il contient des éléments d'intrigue, mais ils restent très allusifs. Les courts métrages, de leur côté, ne présentent pas nécessairement une adaptation littérale du poème mais s'en inspirent plus ou moins librement. Les différents courts métrages ne comportent pas de paroles, seulement de la musique et des bruitages. Les techniques d'animation sont extrêmement variées, de même que les styles graphiques et le ton des différents films (ils sont tour à tour paisibles, angoissants, drôles, tristes, etc.). Le film proprement dit est suivi d'un documentaire de making of donnant des informations sur le poème d'origine et sur la production du film.

## En France
Le film a été présenté en Première internationale en décembre 2003 à Nouvelles images du Japon, festival du Forum des images, en présence de Kihachiro Kawamoto qui a reçu à cette occasion la Médaille de la Ville de Paris (Grand Vermeil).

## Fiche technique
- Titre original : Fuyu no hi (冬の日?)
- Réalisation : Kihachirō Kawamoto (organisateur), Youri Norstein (invité) et 34 autres réalisateurs. Voir liste complète ci-dessous.
- Musique originale : Shinichirô Ikebe
- Production : Tatsuo Shimamura
- Société de production : Imagica Corp.
- Studios d'animation : IKIF, Uruma Delvi.
- Sociétés de distribution : Kinokuniya (sortie en DVD, Japon), Les Films du Paradoxe (sortie en DVD, France)
- Pays :  Japon
- Langue : japonais
- Format : 35 mm, couleur
- Durée : 40 minutes (film d'animation proprement dit), 105 minutes (film animé et documentaire de making of présenté directement à la suite), 65 minutes (France : film et version courte du making of)
- Distribué en France par UFG junior et Warner Premiere.

## Réalisateurs

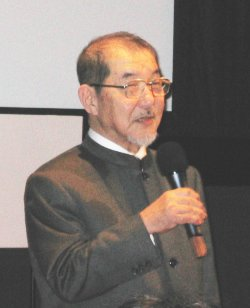
Kihachirō Kawamoto présentant Jours d'hiver au Forum des images de Paris en 2003.

- Yûko Asano
- Mark Baker
- Bretislav Pojar
- Katsushi Bowda
- Jacques Drouin
- Hal Fukushima
- Taku Furukawa
- Seiichi Hayashi
- Norio Hikone
- Co Hoedeman
- Ikif
- Sonoko Ishida
- Takuya Ishida
- Azuru Isshiki
- Yûichi Itô
- Masahiro Katayama
- Kihachirô Kawamoto
- Tokumitsu Kifune
- Yôichi Kotabe
- Yoji Kuri
- Keita Kurosaka
- Masaaki Mori
- Noriko Morita
- Taro Naka
- Tatsutoshi Nomura
- Youri Norstein
- Fumio Ohi
- Reiko Okuyama
- Alexandre Petrov
- Raoul Servais
- Tatsuo Shimamura
- Shinichi Suzuki
- Isao Takahata
- Bairong Wang
- Maya Urumadelvi Yoneshô
- Kôji Yamamura
- Reiko Yokosura
- Fusako Yusaki

## Production
Comme pour un renku collectif classique, où c'est un invité d'honneur qui compose la première strophe du poème, c'est un invité, l'animateur russe Youri Norstein, qui a été chargé de réaliser le court métrage correspondant à la première strophe.

## Récompense
Jours d'hiver a remporté le Grand Prix du Japan Media Arts Festival en 2003.

## Édition en vidéo
En France, le film a été édité en DVD par Les Films du Paradoxe en 2008, accompagné d'un making of court et d'un documentaire plus long et plus complet (67 minutes) intitulé Les Poètes de Jours d'hiver.